# 송하영 (1954년)
송하영(宋河永, 1954년 11월 10일 ~ )은 대한민국 前 국립한밭대학교 총장이다.

## 생애

### 유년 시절과 성장
본관은 은진(恩津), 호(號)는 송계(松溪). 충청남도 대덕에서 출생하였고 지난날 한때 충청남도 청양에서 잠시 유아기를 보낸 적이 있으며 훗날 충청남도 천안에서 잠시 유년기를 보낸 적이 있는 그는 이후 1960년까지 충청남도 공주에서 유년기를 보냈고 1960년 이후 충청남도 대전에서 성장하였다.

### 학력
- 1967년 대전선화초등학교 졸업
- 1970년 대전중학교 졸업
- 1973년 대전고등학교 졸업
- 1977년 서울대학교 건축학과 학사
- 1988년 서울대학교 대학원 공학 석사
- 1993년 충남대학교 대학원 공학 박사

### 주요 경력
- 1990년 2월 ~ 1993년 8월 - 배재대학교 겸임교수
- 1993년 8월 ~ 1997년 8월 - 대전대학교 겸임교수
- 1997년 8월 - 대전산업대학교 건설환경조형대학 건축공학과 교수
- 2000년 8월 - 대전CBS 시청자 위원장
- 2000년 8월 ~ 2001년 2월 - 충남대학교 겸임교수
- 2002년 - 홍익대학교 겸임교수
- 2002년 - 광운대학교 겸임교수
- 2006년 10월 - 대전CBS 시청자위원회 고문
- 2007년 7월 - 한밭대학교 초대 공과대학 학장
- 2014년 7월 ~ 2018년 7월 - 제7대 한밭대학교 총장

## 수상 관련 내역
- 1981년 2월 - 대한민국 공군 작전사령관 표창
- 1985년 9월 - 건설부 장관 표창장